# ATP Challenger Tour 2022
Navigation
Saison 2021 Saison 2023
La saison 2022 de l'ATP Challenger Tour, circuit secondaire du tennis masculin professionnel organisé par l'ATP, comprend des tournois répartis en six catégories en fonction de leur dotation qui varie de 37 520 à 159 360 $ ou de 32 160 à 134 920 €.

## Répartition des tournois

### Par catégorie
Les tournois sont répartis en six catégories en fonction de leur dotation et des points ATP qu'ils distribuent.
| Catégorie du tournoi | Nombre |
| -------------------- | ------ |
| ATP Challenger 125   | 20     |
| ATP Challenger 110   | 1      |
| ATP Challenger 100   | 16     |
| ATP Challenger 90    | 13     |
| ATP Challenger 80    | 123    |
| ATP Challenger 50    | 11     |

## Palmarès
À partir du 1er mars 2022, l'ATP annonce que les joueurs russes et biélorusses ne peuvent plus représenter leurs pays respectifs mais sont autorisés à participer sous une bannière neutre en réponse à l'invasion de l'Ukraine par la Russie.

### Janvier
| Date       | Tournoi                                                                                     | Vainqueurs                              | Finalistes                                 | Score             |
| ---------- | ------------------------------------------------------------------------------------------- | --------------------------------------- | ------------------------------------------ | ----------------- |
| 3 janvier  | Bendigo International Bendigo 58 320 $ – Dur – Tableaux                                     | Ernesto Escobedo                        | Enzo Couacaud                              | 5-7, 6-3, 7-5     |
| 3 janvier  | Bendigo International Bendigo 58 320 $ – Dur – Tableaux                                     | Ruben Bemelmans Daniel Masur            | Enzo Couacaud Blaž Rola                    | 7-62, 6-4         |
| 3 janvier  | Traralgon International Traralgon 58 320 $ – Dur – Tableaux                                 | Tomáš Macháč                            | Bjorn Fratangelo                           | 7-62, 6-3         |
| 3 janvier  | Traralgon International Traralgon 58 320 $ – Dur – Tableaux                                 | Manuel Guinard Zdeněk Kolář             | Marc-Andrea Hüsler Dominic Stricker        | 6-3, 6-4          |
| 3 janvier  | Dove Men+Care Legion Sudamericana Tigre Tigre 37 520 $ – Terre battue – Tableaux            | Santiago Rodríguez Taverna              | Facundo Díaz Acosta                        | 6-4, 6-2          |
| 3 janvier  | Dove Men+Care Legion Sudamericana Tigre Tigre 37 520 $ – Terre battue – Tableaux            | Conner Huertas del Pino Mats Rosenkranz | Matías Franco Descotte Facundo Díaz Acosta | 5-6 ab.           |
| 3 janvier  | Citta' Di Forli' 1 Forlì 32 160 € – Dur (int.) – Tableaux                                   | Luca Nardi                              | Mukund Sasikumar                           | 6-3, 6-1          |
| 3 janvier  | Citta' Di Forli' 1 Forlì 32 160 € – Dur (int.) – Tableaux                                   | Marco Bortolotti Arjun Kadhe            | Michael Geerts Alexander Ritschard         | 7-65, 6-2         |
| 10 janvier | Citta' Di Forli' 2 Forlì 45 730 € – Dur (int.) – Tableaux                                   | Jack Draper                             | Jay Clarke                                 | 6-3, 6-0          |
| 10 janvier | Citta' Di Forli' 2 Forlì 45 730 € – Dur (int.) – Tableaux                                   | Sadio Doumbia Fabien Reboul             | Nicolás Mejía Alexander Ritschard          | 6-2, 6-3          |
| 10 janvier | Circuito Dove Men+Care Blumenau 37 520 $ – Terre battue – Tableaux                          | Igor Marcondes                          | Juan Bautista Torres                       | 3-6, 7-5, 6-1     |
| 10 janvier | Circuito Dove Men+Care Blumenau 37 520 $ – Terre battue – Tableaux                          | Boris Arias Federico Zeballos           | Diego Hidalgo Cristian Rodríguez           | 7-63, 6-1         |
| 17 janvier | Dove Men+Care Legion Sudamericana Concepción Concepción 53 120 $ – Terre battue – Tableaux  | Daniel Elahi Galán                      | Santiago Rodríguez Taverna                 | 6-1, 3-6, 6-3     |
| 17 janvier | Dove Men+Care Legion Sudamericana Concepción Concepción 53 120 $ – Terre battue – Tableaux  | Diego Hidalgo Cristian Rodríguez        | Francisco Cerúndolo Camilo Ugo Carabelli   | 6-2, 6-0          |
| 17 janvier | Citta' Di Forli' 3 Forlì 45 730 € – Dur (int.) – Tableaux                                   | Pavel Kotov                             | Quentin Halys                              | 7-5, 65-7, 6-3    |
| 17 janvier | Citta' Di Forli' 3 Forlì 45 730 € – Dur (int.) – Tableaux                                   | Victor Vlad Cornea Fabian Fallert       | Jonáš Forejtek Jelle Sels                  | 6-4, 66-7, [10-7] |
| 24 janvier | Dove Men+Care Challenger Bolivia Santa Cruz de la Sierra 53 120 $ – Terre battue – Tableaux | Francisco Cerúndolo                     | Camilo Ugo Carabelli                       | 6-4, 6-3          |
| 24 janvier | Dove Men+Care Challenger Bolivia Santa Cruz de la Sierra 53 120 $ – Terre battue – Tableaux | Diego Hidalgo Cristian Rodríguez        | Andrej Martin Tristan-Samuel Weissborn     | 4-6, 6-3, [10-8]  |
| 24 janvier | Tennis Ohio Championships Columbus 53 120 $ – Dur (int.) – Tableaux                         | Yoshihito Nishioka                      | Dominic Stricker                           | 6-2, 6-4          |
| 24 janvier | Tennis Ohio Championships Columbus 53 120 $ – Dur (int.) – Tableaux                         | Tennys Sandgren Mikael Torpegaard       | Luca Margaroli Yasutaka Uchiyama           | 5-7, 6-4, [10-5]  |
| 24 janvier | Open Quimper Bretagne Occidentale Quimper 45 730 € – Dur (int.) – Tableaux                  | Vasek Pospisil                          | Grégoire Barrère                           | 6-4, 3-6, 6-1     |
| 24 janvier | Open Quimper Bretagne Occidentale Quimper 45 730 € – Dur (int.) – Tableaux                  | Albano Olivetti David Vega Hernández    | Sander Arends David Pel                    | 3-6, 6-4, [10-8]  |
| 31 janvier | Cleveland Open Cleveland 53 120 $ – Dur (int.) – Tableaux                                   | Dominic Stricker                        | Yoshihito Nishioka                         | 7-5, 6-1          |
| 31 janvier | Cleveland Open Cleveland 53 120 $ – Dur (int.) – Tableaux                                   | William Blumberg Max Schnur             | Robert Galloway Jackson Withrow            | 6-3, 7-64         |

### Février
| Date       | Tournoi                                                                     | Vainqueurs                           | Finalistes                        | Score             |
| ---------- | --------------------------------------------------------------------------- | ------------------------------------ | --------------------------------- | ----------------- |
| 7 février  | Bengaluru Open 1 Bangalore 53 120 $ – Dur – Tableaux                        | Tseng Chun-hsin                      | Borna Gojo                        | 6-4, 7-5          |
| 7 février  | Bengaluru Open 1 Bangalore 53 120 $ – Dur – Tableaux                        | Saketh Myneni Ramkumar Ramanathan    | Hugo Grenier Alexandre Müller     | 6-3, 6-2          |
| 7 février  | Challenger Cherbourg - La Manche Cherbourg 45 730 € – Dur (int.) – Tableaux | Benjamin Bonzi                       | Constant Lestienne                | 6-4, 2-6, 6-4     |
| 7 février  | Challenger Cherbourg - La Manche Cherbourg 45 730 € – Dur (int.) – Tableaux | Jonathan Eysseric Quentin Halys      | Hendrik Jebens Niklas Schell      | 7-66, 6-2         |
| 14 février | Bengaluru Open 2 Bangalore 53 120 $ – Dur – Tableaux                        | Aleksandar Vukic                     | Dimitar Kuzmanov                  | 6-4, 6-4          |
| 14 février | Bengaluru Open 2 Bangalore 53 120 $ – Dur – Tableaux                        | Alexander Erler Arjun Kadhe          | Saketh Myneni Ramkumar Ramanathan | 6-3, 64-7, [10-7] |
| 14 février | Citta' Di Forli' 4 Forlì 45 730 € – Dur (int.) – Tableaux                   | Jack Draper                          | Tim van Rijthoven                 | 6-1, 6-2          |
| 14 février | Citta' Di Forli' 4 Forlì 45 730 € – Dur (int.) – Tableaux                   | Victor Vlad Cornea Fabian Fallert    | Antonio Šančić Igor Zelenay       | 6-4, 3-6, [10-2]  |
| 21 février | Terega Open Pau 90 280 € – Dur (int.) – Tableaux                            | Quentin Halys                        | Vasek Pospisil                    | 4-6, 6-4, 6-3     |
| 21 février | Terega Open Pau 90 280 € – Dur (int.) – Tableaux                            | Albano Olivetti David Vega Hernández | Karol Drzewiecki Kacper Żuk       | Forfait           |
| 21 février | Citta' Di Forli' 5 Forlì 45 730 € – Dur (int.) – Tableaux                   | Jack Draper                          | Alexander Ritschard               | 3-6, 6-3, 7-68    |
| 21 février | Citta' Di Forli' 5 Forlì 45 730 € – Dur (int.) – Tableaux                   | Marco Bortolotti Vitaliy Sachko      | Victor Vlad Cornea Fabian Fallert | 7-65, 3-6, [10-5] |
| 28 février | Gran Canaria Challenger Las Palmas 45 730 € – Terre battue – Tableaux       | Gianluca Mager                       | Roberto Carballés Baena           | 7-66, 6-2         |
| 28 février | Gran Canaria Challenger Las Palmas 45 730 € – Terre battue – Tableaux       | Sadio Doumbia Fabien Reboul          | Matteo Arnaldi Luciano Darderi    | 5-7, 6-4, [10-7]  |
| 28 février | Torino Challenger Turin 45 730 € – Dur (int.) – Tableaux                    | Mats Moraing                         | Quentin Halys                     | 7-611, 6-3        |
| 28 février | Torino Challenger Turin 45 730 € – Dur (int.) – Tableaux                    | Ruben Bemelmans Daniel Masur         | Sander Arends David Pel           | 3-6, 6-3, [10-8]  |

### Mars
| Date    | Tournoi                                                                                        | Vainqueurs                              | Finalistes                                   | Score              |
| ------- | ---------------------------------------------------------------------------------------------- | --------------------------------------- | -------------------------------------------- | ------------------ |
| 7 mars  | Abierto GNP Seguros Monterrey 106 240 $ – Dur – Tableaux                                       | Fernando Verdasco                       | Prajnesh Gunneswaran                         | 4-6, 6-3, 7-63     |
| 7 mars  | Abierto GNP Seguros Monterrey 106 240 $ – Dur – Tableaux                                       | Hans Hach Verdugo Austin Krajicek       | Robert Galloway John-Patrick Smith           | 6-0, 6-3           |
| 7 mars  | Challenger Santiago USS Cup Santiago 53 120 $ – Terre battue – Tableaux                        | Hugo Dellien                            | Alejandro Tabilo                             | 6-3, 4-6, 6-4      |
| 7 mars  | Challenger Santiago USS Cup Santiago 53 120 $ – Terre battue – Tableaux                        | Diego Hidalgo Cristian Rodríguez        | Pedro Cachín Facundo Mena                    | 6-4, 6-4           |
| 7 mars  | Roseto Degli Abruzzi 1 Roseto degli Abruzzi 45 730 € – Terre battue – Tableaux                 | Carlos Taberner                         | Nuno Borges                                  | 6-2, 6-3           |
| 7 mars  | Roseto Degli Abruzzi 1 Roseto degli Abruzzi 45 730 € – Terre battue – Tableaux                 | Hugo Nys Jan Zieliński                  | Roman Jebavý Philipp Oswald                  | 7-62, 4-6, [10-3]  |
| 14 mars | Arizona Tennis Classic Phoenix 159 360 $ – Dur – Tableaux                                      | Denis Kudla                             | Daniel Altmaier                              | 2-6, 6-2, 6-3      |
| 14 mars | Arizona Tennis Classic Phoenix 159 360 $ – Dur – Tableaux                                      | Treat Huey Denis Kudla                  | Oscar Otte Jan-Lennard Struff                | 7-610, 3-6, [10-6] |
| 14 mars | Challenger del Biobio Concepción 53 120 $ – Terre battue – Tableaux                            | Tomás Martín Etcheverry                 | Hugo Dellien                                 | 6-3, 6-2           |
| 14 mars | Challenger del Biobio Concepción 53 120 $ – Terre battue – Tableaux                            | Andrea Collarini Renzo Olivo            | Diego Hidalgo Cristian Rodríguez             | 6-4, 6-4           |
| 14 mars | Regione Abruzzo Aterno Gas & Power Cup Roseto degli Abruzzi 45 730 € – Terre battue – Tableaux | Manuel Guinard                          | Tseng Chun-hsin                              | 6-1, 6-2           |
| 14 mars | Regione Abruzzo Aterno Gas & Power Cup Roseto degli Abruzzi 45 730 € – Terre battue – Tableaux | Franco Agamenone Manuel Guinard         | Ivan Sabanov Matej Sabanov                   | 7-62, 7-63         |
| 21 mars | Play In Challenger Lille 67 960 € – Dur (int.) – Tableaux                                      | Quentin Halys                           | Ričardas Berankis                            | 4-6, 7-64, 6-4     |
| 21 mars | Play In Challenger Lille 67 960 € – Dur (int.) – Tableaux                                      | Viktor Durasovic Patrik Niklas-Salminen | Jonathan Eysseric Quentin Halys              | 7-5, 7-61          |
| 21 mars | Dove Men+Care Challenger Bolivia 2 Santa Cruz de la Sierra 53 120 $ – Terre battue – Tableaux  | Paul Jubb                               | Juan Pablo Varillas                          | 6-3, 7-65          |
| 21 mars | Dove Men+Care Challenger Bolivia 2 Santa Cruz de la Sierra 53 120 $ – Terre battue – Tableaux  | Jesper de Jong Bart Stevens             | Nicolás Barrientos Miguel Ángel Reyes-Varela | 6-4, 3-6, [10-6]   |
| 21 mars | Falkensteiner Punta Skala - Zadar Open Zadar 45 730 € – Terre battue – Tableaux                | Flavio Cobolli                          | Daniel Michalski                             | 6-4, 6-2           |
| 21 mars | Falkensteiner Punta Skala - Zadar Open Zadar 45 730 € – Terre battue – Tableaux                | Zdeněk Kolář Andrea Vavassori           | Franco Agamenone Manuel Guinard              | 3-6, 7-67, [10-6]  |
| 21 mars | FlowBank Challenger Biel/Bienne Bienne 45 730 € – Dur (int.) – Tableaux                        | Jurij Rodionov                          | Kacper Żuk                                   | 7-63, 6-4          |
| 21 mars | FlowBank Challenger Biel/Bienne Bienne 45 730 € – Dur (int.) – Tableaux                        | Pierre-Hugues Herbert Albano Olivetti   | Purav Raja Ramkumar Ramanathan               | 6-3, 6-4           |
| 28 mars | AnyTech365 Andalucia Open Marbella 134 920 € – Terre battue – Tableaux                         | Jaume Munar                             | Pedro Cachín                                 | 6-2, 6-2           |
| 28 mars | AnyTech365 Andalucia Open Marbella 134 920 € – Terre battue – Tableaux                         | Roman Jebavý Philipp Oswald             | Hugo Nys Jan Zieliński                       | 7-66, 3-6, [10-3]  |
| 28 mars | Circuito Dove Men+Care Pereira Pereira 53 120 $ – Terre battue (int.) – Tableaux               | Facundo Bagnis                          | Facundo Mena                                 | 6-3, 6-0           |
| 28 mars | Circuito Dove Men+Care Pereira Pereira 53 120 $ – Terre battue (int.) – Tableaux               | Luis David Martínez Cristian Rodríguez  | Grigoriy Lomakin Oleg Prihodko               | 7-62, 7-63         |
| 28 mars | Challenger Banca stato Città di Lugano Lugano 45 730 € – Dur (int.) – Tableaux                 | Luca Nardi                              | Leandro Riedi                                | 4-6, 6-2, 6-3      |
| 28 mars | Challenger Banca stato Città di Lugano Lugano 45 730 € – Dur (int.) – Tableaux                 | Ruben Bemelmans Daniel Masur            | Jérôme Kym Leandro Riedi                     | 6-4, 65-7, [10-7]  |
| 28 mars | Oeiras Challenger 1 Oeiras 45 730 € – Terre battue – Tableaux                                  | Gastão Elias                            | Nino Serdarušić                              | 6-3, 6-4           |
| 28 mars | Oeiras Challenger 1 Oeiras 45 730 € – Terre battue – Tableaux                                  | Nuno Borges Francisco Cabral            | Sanjar Fayziev Markos Kalovelonis            | 6-3, 6-0           |
| 28 mars | Open Saint-Brieuc Harmonie Mutuelle Saint-Brieuc 45 730 € – Dur (int.) – Tableaux              | Jack Draper                             | Zizou Bergs                                  | 6-2, 5-7, 6-4      |
| 28 mars | Open Saint-Brieuc Harmonie Mutuelle Saint-Brieuc 45 730 € – Dur (int.) – Tableaux              | Sander Arends David Pel                 | Jonathan Eysseric Robin Haase                | 6-3, 6-3           |

### Avril
| Date     | Tournoi                                                                      | Vainqueurs                                   | Finalistes                                | Score              |
| -------- | ---------------------------------------------------------------------------- | -------------------------------------------- | ----------------------------------------- | ------------------ |
| 4 avril  | Mexico City Open Mexico 159 360 $ – Terre battue – Tableaux                  | Marc-Andrea Hüsler                           | Tomás Martín Etcheverry                   | 6-4, 6-2           |
| 4 avril  | Mexico City Open Mexico 159 360 $ – Terre battue – Tableaux                  | Nicolás Jarry Matheus Pucinelli de Almeida   | Jonathan Eysseric Artem Sitak             | 6-2, 6-3           |
| 4 avril  | Challenger de Salinas Copa Banco Guayaquil Salinas 53 120 $ – Dur – Tableaux | Emilio Gómez                                 | Nicolas Moreno de Alboran                 | 62-7, 7-64, 7-5    |
| 4 avril  | Challenger de Salinas Copa Banco Guayaquil Salinas 53 120 $ – Dur – Tableaux | Yuki Bhambri Saketh Myneni                   | Juan Cruz Aragone Roberto Quiroz          | 4-6, 6-3, [10-7]   |
| 4 avril  | Costa Cálida Región de Murcia Murcie 45 730 € – Terre battue – Tableaux      | Tseng Chun-hsin                              | Norbert Gombos                            | 6-4, 6-1           |
| 4 avril  | Costa Cálida Región de Murcia Murcie 45 730 € – Terre battue – Tableaux      | Íñigo Cervantes Oriol Roca Batalla           | Pedro Cachín Martín Cuevas                | 64-7, 7-64, [10-7] |
| 4 avril  | Oeiras Challenger 2 Oeiras 45 730 € – Terre battue – Tableaux                | Gastão Elias                                 | Alessandro Giannessi                      | 7-64, 6-1          |
| 4 avril  | Oeiras Challenger 2 Oeiras 45 730 € – Terre battue – Tableaux                | Nuno Borges Francisco Cabral                 | Zdeněk Kolář Adam Pavlásek                | 6-4, 6-0           |
| 4 avril  | Sanremo Challenger Sanremo 45 730 € – Terre battue – Tableaux                | Holger Rune                                  | Francesco Passaro                         | 6-1, 2-6, 6-4      |
| 4 avril  | Sanremo Challenger Sanremo 45 730 € – Terre battue – Tableaux                | Geoffrey Blancaneaux Alexandre Müller        | Flavio Cobolli Matteo Gigante             | 4-6, 6-3, [11-9]   |
| 11 avril | Elizabeth Moore Sarasota Open Sarasota 106 240 $ – Terre battue – Tableaux   | Daniel Elahi Galán                           | Steve Johnson                             | 7-67, 4-6, 6-1     |
| 11 avril | Elizabeth Moore Sarasota Open Sarasota 106 240 $ – Terre battue – Tableaux   | Robert Galloway Jackson Withrow              | André Göransson Nathaniel Lammons         | 6-3, 7-63          |
| 11 avril | San Luis Open BMW San Luis Potosí 53 120 $ – Terre battue – Tableaux         | Antoine Bellier                              | Renzo Olivo                               | 62-7, 6-4, 7-5     |
| 11 avril | San Luis Open BMW San Luis Potosí 53 120 $ – Terre battue – Tableaux         | Nicolás Barrientos Miguel Ángel Reyes-Varela | Luis David Martínez Felipe Meligeni Alves | 7-611, 6-2         |
| 11 avril | Open Citta Della Disfida Barletta 45 730 € – Terre battue – Tableaux         | Nuno Borges                                  | Miljan Zekić                              | 6-3, 7-5           |
| 11 avril | Open Citta Della Disfida Barletta 45 730 € – Terre battue – Tableaux         | Evgeny Karlovskiy Evgenii Tiurnev            | Ben McLachlan Szymon Walków               | 6-3, 6-4           |
| 11 avril | Open Comunidad de Madrid Madrid 45 730 € – Terre battue – Tableaux           | Pedro Cachín                                 | Marco Trungelliti                         | 6-3, 63-7, 6-3     |
| 11 avril | Open Comunidad de Madrid Madrid 45 730 € – Terre battue – Tableaux           | Adam Pavlásek Igor Zelenay                   | Rafael Matos David Vega Hernández         | 6-3, 3-6, [10-6]   |
| 18 avril | San Marcos Open Aguascalientes 53 120 $ – Terre battue – Tableaux            | Marc-Andrea Hüsler                           | Juan Pablo Ficovich                       | 6-4, 4-6, 6-3      |
| 18 avril | San Marcos Open Aguascalientes 53 120 $ – Terre battue – Tableaux            | Nicolás Barrientos Miguel Ángel Reyes-Varela | Gonçalo Oliveira Divij Sharan             | 7-5, 6-3           |
| 18 avril | Tallahassee Tennis Challenger Tallahassee 53 120 $ – Terre battue – Tableaux | Wu Tung-lin                                  | Michael Mmoh                              | 6-3, 6-4           |
| 18 avril | Tallahassee Tennis Challenger Tallahassee 53 120 $ – Terre battue – Tableaux | Gijs Brouwer Christian Harrison              | Diego Hidalgo Cristian Rodríguez          | 4-6, 7-5, [10-6]   |
| 18 avril | Split Open Split 45 730 € – Terre battue – Tableaux                          | Christopher O'Connell                        | Zsombor Piros                             | 6-3, 2-0 ab.       |
| 18 avril | Split Open Split 45 730 € – Terre battue – Tableaux                          | Nathaniel Lammons Albano Olivetti            | Sadio Doumbia Fabien Reboul               | 4-6, 7-66, [10-7]  |
| 18 avril | TK Sparta Prague Open Prague 45 730 € – Terre battue – Tableaux              | Sebastian Ofner                              | Dalibor Svrčina                           | 6-0, 6-4           |
| 18 avril | TK Sparta Prague Open Prague 45 730 € – Terre battue – Tableaux              | Francisco Cabral Szymon Walków               | Tristan Lamasine Lucas Pouille            | 6-2, 7-612         |
| 25 avril | Dove Men+Care Challenger Tigre 2 Tigre 53 120 $ – Terre battue – Tableaux    | Camilo Ugo Carabelli                         | Andrea Collarini                          | 7-5, 6-2           |
| 25 avril | Dove Men+Care Challenger Tigre 2 Tigre 53 120 $ – Terre battue – Tableaux    | Guillermo Durán Felipe Meligeni Alves        | Luciano Darderi Juan Bautista Torres      | 3-6, 6-4, [10-3]   |
| 25 avril | Morelos Open Morelos 53 120 $ – Dur – Tableaux                               | Jay Clarke                                   | Adrián Menéndez Maceiras                  | 6-1, 4-6, 7-65     |
| 25 avril | Morelos Open Morelos 53 120 $ – Dur – Tableaux                               | Juan Cruz Aragone Adrián Menéndez Maceiras   | Nicolás Mejía Roberto Quiroz              | 7-64, 6-2          |
| 25 avril | Savannah Challenger Savannah 53 120 $ – Terre battue – Tableaux              | Jack Sock                                    | Christian Harrison                        | 6-4, 6-1           |
| 25 avril | Savannah Challenger Savannah 53 120 $ – Terre battue – Tableaux              | Ruben Gonzales Treat Huey                    | Wu Tung-lin Zhang Zhizhen                 | 7-63, 6-4          |
| 25 avril | Ostra Group Open Ostrava 45 730 € – Terre battue – Tableaux                  | Evan Furness                                 | Ryan Peniston                             | 4-6, 7-66, 6-1     |
| 25 avril | Ostra Group Open Ostrava 45 730 € – Terre battue – Tableaux                  | Alexander Erler Lucas Miedler                | Hunter Reese Sem Verbeek                  | 7-65, 7-5          |
| 25 avril | Rome Garden Open Rome 45 730 € – Terre battue – Tableaux                     | Franco Agamenone                             | Gian Marco Moroni                         | 6-1, 6-4           |
| 25 avril | Rome Garden Open Rome 45 730 € – Terre battue – Tableaux                     | Jesper de Jong Bart Stevens                  | Sadio Doumbia Fabien Reboul               | 3-6, 7-5, [10-8]   |

### Mai
| Date   | Tournoi                                                                                | Vainqueurs                                   | Finalistes                                   | Score             |
| ------ | -------------------------------------------------------------------------------------- | -------------------------------------------- | -------------------------------------------- | ----------------- |
| 2 mai  | Danube Upper Austria Open Mauthausen 90 280 € – Terre battue – Tableaux                | Jurij Rodionov                               | Jiří Lehečka                                 | 6-4, 6-4          |
| 2 mai  | Danube Upper Austria Open Mauthausen 90 280 € – Terre battue – Tableaux                | Sander Arends David Pel                      | Johannes Härteis Benjamin Hassan             | 6-4, 6-3          |
| 2 mai  | Open Pays d'Aix CEPAC Aix-en-Provence 90 280 € – Terre battue – Tableaux               | Benjamin Bonzi                               | Grégoire Barrère                             | 6-2, 6-4          |
| 2 mai  | Open Pays d'Aix CEPAC Aix-en-Provence 90 280 € – Terre battue – Tableaux               | Titouan Droguet Kyrian Jacquet               | Nicolás Barrientos Miguel Ángel Reyes-Varela | 6-2, 6-3          |
| 2 mai  | Dove Men+Care Salvador De Bahia Bahia 53 120 $ – Terre battue – Tableaux               | João Domingues                               | Tomás Barrios Vera                           | 7-69, 6-1         |
| 2 mai  | Dove Men+Care Salvador De Bahia Bahia 53 120 $ – Terre battue – Tableaux               | Diego Hidalgo Cristian Rodríguez             | Orlando Luz Felipe Meligeni Alves            | 7-5, 6-1          |
| 2 mai  | I.CLTK Prague Open Prague 45 730 € – Terre battue – Tableaux                           | Pedro Cachín                                 | Lorenzo Giustino                             | 6-3, 7-64         |
| 2 mai  | I.CLTK Prague Open Prague 45 730 € – Terre battue – Tableaux                           | Nuno Borges Francisco Cabral                 | Andrew Paulson Adam Pavlásek                 | 6-4, 63-7, [10-5] |
| 9 mai  | BNP Paribas Primrose Bordeaux 134 920 € – Terre battue – Tableaux                      | Alexei Popyrin                               | Quentin Halys                                | 2-6, 7-65, 7-64   |
| 9 mai  | BNP Paribas Primrose Bordeaux 134 920 € – Terre battue – Tableaux                      | Rafael Matos David Vega Hernández            | Hugo Nys Jan Zieliński                       | 6-4, 6-0          |
| 9 mai  | NECKARCUP Heilbronn Heilbronn 90 280 € – Terre battue – Tableaux                       | Daniel Altmaier                              | Andrej Martin                                | 3-6, 6-1, 6-4     |
| 9 mai  | NECKARCUP Heilbronn Heilbronn 90 280 € – Terre battue – Tableaux                       | Nicolás Barrientos Miguel Ángel Reyes-Varela | Jelle Sels Bart Stevens                      | 7-5, 6-3          |
| 9 mai  | Dove Men+Care Coquimbo Coquimbo 53 120 $ – Terre battue – Tableaux                     | Facundo Díaz Acosta                          | Pedro Boscardin Dias                         | 7-5, 7-64         |
| 9 mai  | Dove Men+Care Coquimbo Coquimbo 53 120 $ – Terre battue – Tableaux                     | Guillermo Durán Nicolás Mejía                | Diego Hidalgo Cristian Rodríguez             | 6-4, 1-6, [10-7]  |
| 9 mai  | Shymkent Challenger 1 Chymkent 53 120 $ – Terre battue – Tableaux                      | Emilio Nava                                  | Sebastian Fanselow                           | 6-4, 7-63         |
| 9 mai  | Shymkent Challenger 1 Chymkent 53 120 $ – Terre battue – Tableaux                      | Antoine Bellier Gabriel Décamps              | Sebastian Fanselow Kaichi Uchida             | 7-63, 6-3         |
| 9 mai  | Zagreb Open Zagreb 45 730 € – Terre battue – Tableaux                                  | Filip Misolic                                | Mili Poljičak                                | 6-3, 7-66         |
| 9 mai  | Zagreb Open Zagreb 45 730 € – Terre battue – Tableaux                                  | Adam Pavlásek Igor Zelenay                   | Domagoj Bilješko Andrey Chepelev             | 4-6, 6-3, [10-2]  |
| 16 mai | Shymkent Challenger 2 Chymkent 53 120 $ – Terre battue – Tableaux                      | Sergey Fomin                                 | Robin Haase                                  | 7-64, 6-3         |
| 16 mai | Shymkent Challenger 2 Chymkent 53 120 $ – Terre battue – Tableaux                      | Sanjar Fayziev Markos Kalovelonis            | Mikael Torpegaard Kaichi Uchida              | 63-7, 6-4, [10-4] |
| 16 mai | Tunis Open Tunis 53 120 $ – Terre battue – Tableaux                                    | Roberto Carballés Baena                      | Gijs Brouwer                                 | 6-1, 6-1          |
| 16 mai | Tunis Open Tunis 53 120 $ – Terre battue – Tableaux                                    | Nicolás Barrientos Miguel Ángel Reyes-Varela | Alexander Erler Lucas Miedler                | 63-7, 6-3, [11-9] |
| 16 mai | Challenger Francavilla al Mare Francavilla al Mare 32 160 € – Terre battue – Tableaux  | Matteo Arnaldi                               | Francesco Maestrelli                         | 6-3, 67-7, 6-4    |
| 16 mai | Challenger Francavilla al Mare Francavilla al Mare 32 160 € – Terre battue – Tableaux  | Dan Added Hernán Casanova                    | Davide Pozzi Augusto Virgili                 | 6-3, 7-5          |
| 23 mai | Internazionali di Tennis - Citta di Vicenza Vicence 45 730 € – Terre battue – Tableaux | Andrea Pellegrino                            | Andrea Collarini                             | 6-1, 6-4          |
| 23 mai | Internazionali di Tennis - Citta di Vicenza Vicence 45 730 € – Terre battue – Tableaux | Francisco Comesaña Luciano Darderi           | Matteo Gigante Francesco Passaro             | 6-3, 7-64         |
| 23 mai | Saturn Oil Open Troisdorf 45 730 € – Terre battue – Tableaux                           | Lukáš Klein                                  | Zizou Bergs                                  | 6-2, 6-4          |
| 23 mai | Saturn Oil Open Troisdorf 45 730 € – Terre battue – Tableaux                           | Dustin Brown Evan King                       | Hendrik Jebens Piotr Matuszewski             | 6-4, 7-5          |
| 30 mai | Forli Open Forlì 134 920 € – Terre battue – Tableaux                                   | Lorenzo Musetti                              | Francesco Passaro                            | 2-6, 6-3, 6-2     |
| 30 mai | Forli Open Forlì 134 920 € – Terre battue – Tableaux                                   | Nicolás Barrientos Miguel Ángel Reyes-Varela | Sadio Doumbia Fabien Reboul                  | 7-5, 4-6, [10-4]  |
| 30 mai | Surbiton Trophy Surbiton 134 920 € – Gazon – Tableaux                                  | Jordan Thompson                              | Denis Kudla                                  | 7-5, 6-3          |
| 30 mai | Surbiton Trophy Surbiton 134 920 € – Gazon – Tableaux                                  | Julian Cash Henry Patten                     | Aleksandr Nedovyesov Aisam-Ul-Haq Qureshi    | 4-6, 6-3, [11-9]  |
| 30 mai | Baptist Health Little Rock Open Little Rock 106 240 $ – Dur – Tableaux                 | Jason Kubler                                 | Wu Tung-lin                                  | 6-0, 6-2          |
| 30 mai | Baptist Health Little Rock Open Little Rock 106 240 $ – Dur – Tableaux                 | Andrew Harris Christian Harrison             | Robert Galloway Max Schnur                   | 6-3, 6-4          |
| 30 mai | Unicredit Czech Open Prostějov 90 280 € – Terre battue – Tableaux                      | Vít Kopřiva                                  | Dalibor Svrčina                              | 6-2, 6-2          |
| 30 mai | Unicredit Czech Open Prostějov 90 280 € – Terre battue – Tableaux                      | Yuki Bhambri Saketh Myneni                   | Roman Jebavý Andrej Martin                   | 6-3, 7-5          |
| 30 mai | Poznan Open Poznań 67 960 € – Terre battue – Tableaux                                  | Arthur Rinderknech                           | Tomás Barrios Vera                           | 6-3, 7-62         |
| 30 mai | Poznan Open Poznań 67 960 € – Terre battue – Tableaux                                  | Hunter Reese Szymon Walków                   | Marek Gengel Adam Pavlásek                   | 1-6, 6-3, [10-6]  |

### Juin
| Date    | Tournoi                                                                                 | Vainqueurs                                      | Finalistes                                   | Score               |
| ------- | --------------------------------------------------------------------------------------- | ----------------------------------------------- | -------------------------------------------- | ------------------- |
| 6 juin  | Rothesay Open Nottingham Nottingham 134 920 € – Gazon – Tableaux                        | Daniel Evans                                    | Jordan Thompson                              | 6-4, 6-4            |
| 6 juin  | Rothesay Open Nottingham Nottingham 134 920 € – Gazon – Tableaux                        | Jonny O'Mara Ken Skupski                        | Julian Cash Henry Patten                     | 3-6, 6-2, [16-14]   |
| 6 juin  | Internazionali di Tennis - Città di Perugia Pérouse 134 920 € – Terre battue – Tableaux | Jaume Munar                                     | Tomás Martín Etcheverry                      | 6-3, 4-6, 6-1       |
| 6 juin  | Internazionali di Tennis - Città di Perugia Pérouse 134 920 € – Terre battue – Tableaux | Sadio Doumbia Fabien Reboul                     | Marco Bortolotti Sergio Martos Gornés        | 6-2, 6-4            |
| 6 juin  | Orlando Open Orlando 106 240 $ – Dur – Tableaux                                         | Wu Yibing                                       | Jason Kubler                                 | 65-7, 6-4, 3-1 ab.  |
| 6 juin  | Orlando Open Orlando 106 240 $ – Dur – Tableaux                                         | Chung Yun-seong Michail Pervolarakis            | Malek Jaziri Kaichi Uchida                   | 65-7, 7-63, [16-14] |
| 6 juin  | Open Sopra Steria Lyon 90 280 € – Terre battue – Tableaux                               | Corentin Moutet                                 | Pedro Cachín                                 | 6-4, 6-4            |
| 6 juin  | Open Sopra Steria Lyon 90 280 € – Terre battue – Tableaux                               | Romain Arneodo Jonathan Eysseric                | Sander Arends David Pel                      | 7-5, 4-6, [10-4]    |
| 6 juin  | Kooperativa Bratislava Open Bratislava 67 960 € – Terre battue – Tableaux               | Alexander Shevchenko                            | Riccardio Bonadio                            | 6-3, 7-5            |
| 6 juin  | Kooperativa Bratislava Open Bratislava 67 960 € – Terre battue – Tableaux               | Sriram Balaji Jeevan Nedunchezhiyan             | Vladyslav Manafov Oleg Prihodko              | 7-66, 6-4           |
| 13 juin | Ilkley Trophy Ilkley 134 920 € – Gazon – Tableaux                                       | Zizou Bergs                                     | Jack Sock                                    | 7-67, 2-6, 7-66     |
| 13 juin | Ilkley Trophy Ilkley 134 920 € – Gazon – Tableaux                                       | Julian Cash Henry Patten                        | Ramkumar Ramanathan John-Patrick Smith       | 7-5, 6-4            |
| 13 juin | Emilia-Romagna Tennis Cup Parme 134 920 € – Terre battue – Tableaux                     | Borna Ćorić                                     | Elias Ymer                                   | 7-64, 6-0           |
| 13 juin | Emilia-Romagna Tennis Cup Parme 134 920 € – Terre battue – Tableaux                     | Luciano Darderi Fernando Romboli                | Denys Molchanov Igor Zelenay                 | 6-2, 6-3            |
| 13 juin | Internationaux de Tennis de Blois Blois 45 730 € – Terre battue – Tableaux              | Alexandre Müller                                | Nikola Milojević                             | 7-63, 6-1           |
| 13 juin | Internationaux de Tennis de Blois Blois 45 730 € – Terre battue – Tableaux              | Sriram Balaji Jeevan Nedunchezhiyan             | Romain Arneodo Jonathan Eysseric             | 6-4, 63-7, [10-7]   |
| 13 juin | Dove Men+Care Challenger Corrientes Corrientes 37 520 $ – Terre battue – Tableaux       | Francisco Comesaña                              | Mariano Navone                               | 6-0, 6-3            |
| 13 juin | Dove Men+Care Challenger Corrientes Corrientes 37 520 $ – Terre battue – Tableaux       | Guido Andreozzi Guillermo Durán                 | Nicolás Álvarez Murkel Dellien               | 7-5, 6-2            |
| 20 juin | Aspria Tennis Cup Milan 45 730 € – Terre battue – Tableaux                              | Federico Coria                                  | Francesco Passaro                            | 7-62, 6-4           |
| 20 juin | Aspria Tennis Cup Milan 45 730 € – Terre battue – Tableaux                              | Luciano Darderi Fernando Romboli                | Diego Hidalgo Cristian Rodríguez             | 6-4, 2-6, [10-5]    |
| 20 juin | Oeiras Open Oeiras 45 730 € – Terre battue – Tableaux                                   | Kaichi Uchida                                   | Kimmer Coppejans                             | 6-2, 6-4            |
| 20 juin | Oeiras Open Oeiras 45 730 € – Terre battue – Tableaux                                   | Sadio Doumbia Fabien Reboul                     | Robert Galloway Alex Lawson                  | 6-3, 3-6, [15-13]   |
| 20 juin | Challenger Dove Men+Care TC Argentino Buenos Aires 37 520 $ – Terre battue – Tableaux   | Francisco Comesaña                              | Mariano Navone                               | 6-4, 6-0            |
| 20 juin | Challenger Dove Men+Care TC Argentino Buenos Aires 37 520 $ – Terre battue – Tableaux   | Arklon Huertas del Pino Conner Huertas del Pino | Matías Franco Descotte Alejo Lingua Lavallén | 7-5, 4-6, [11-9]    |
| 27 juin | Cali Open Cali 53 120 $ – Terre battue – Tableaux                                       | Facundo Mena                                    | Miljan Zekić                                 | 6-2, 7-63           |
| 27 juin | Cali Open Cali 53 120 $ – Terre battue – Tableaux                                       | Malek Jaziri Adrián Menéndez Maceiras           | Keegan Smith Evan Zhu                        | 7-5, 6-4            |
| 27 juin | Malaga Open Malaga 45 730 € – Dur – Tableaux                                            | Constant Lestienne                              | Emilio Gómez                                 | 6-3, 5-7, 6-2       |
| 27 juin | Malaga Open Malaga 45 730 € – Dur – Tableaux                                            | Altuğ Çelikbilek Dmitry Popko                   | Daniel Cukierman Emilio Gómez                | 64-7, 6-4, [10-6]   |
| 27 juin | Platzmann Sauerland Open Lüdenscheid 45 730 € – Terre battue – Tableaux                 | Hamad Medjedovic                                | Zhang Zhizhen                                | 6-1, 6-2            |
| 27 juin | Platzmann Sauerland Open Lüdenscheid 45 730 € – Terre battue – Tableaux                 | Robin Haase Sem Verbeek                         | Fabian Fallert Hendrik Jebens                | 6-2, 5-7, [10-3]    |
| 27 juin | Internationaux de Tennis de Troyes Troyes 32 160 € – Terre battue – Tableaux            | Juan Bautista Torres                            | Benjamin Hassan                              | 7-62, 6-2           |
| 27 juin | Internationaux de Tennis de Troyes Troyes 32 160 € – Terre battue – Tableaux            | Íñigo Cervantes Oriol Roca Batalla              | Thiago Agustín Tirante Juan Bautista Torres  | 6-1, 6-2            |

### Juillet
| Date       | Tournoi                                                                              | Vainqueurs                                      | Finalistes                                   | Score              |
| ---------- | ------------------------------------------------------------------------------------ | ----------------------------------------------- | -------------------------------------------- | ------------------ |
| 4 juillet  | Brawo Open Brunswick 134 920 € – Terre battue – Tableaux                             | Jan-Lennard Struff                              | Maximilian Marterer                          | 6-2, 6-2           |
| 4 juillet  | Brawo Open Brunswick 134 920 € – Terre battue – Tableaux                             | Marcelo Demoliner Jan-Lennard Struff            | Roman Jebavý Adam Pavlásek                   | 6-4, 7-5           |
| 4 juillet  | Salzburg Open Salzbourg 134 920 € – Terre battue – Tableaux                          | Thiago Monteiro                                 | Norbert Gombos                               | 6-3, 7-62          |
| 4 juillet  | Salzburg Open Salzbourg 134 920 € – Terre battue – Tableaux                          | Nathaniel Lammons Jackson Withrow               | Alexander Erler Lucas Miedler                | 7-5, 5-7, [11-9]   |
| 4 juillet  | Directv Open Bogota Bogota 53 120 $ – Terre battue – Tableaux                        | Juan Pablo Ficovich                             | Gerald Melzer                                | 6-1, 6-2           |
| 4 juillet  | Directv Open Bogota Bogota 53 120 $ – Terre battue – Tableaux                        | Nicolás Mejía Andrés Urrea                      | Ignacio Monzón Gonzalo Villanueva            | 6-3, 6-4           |
| 4 juillet  | Internazionali di Tennis Citta di Todi Todi 45 730 € – Terre battue – Tableaux       | Pedro Cachín                                    | Nicolás Kicker                               | 6-4, 6-4           |
| 4 juillet  | Internazionali di Tennis Citta di Todi Todi 45 730 € – Terre battue – Tableaux       | Guido Andreozzi Guillermo Durán                 | Romain Arneodo Jonathan Eysseric             | 6-1, 2-6, [10-6]   |
| 4 juillet  | Porto Open Porto 45 730 € – Dur – Tableaux                                           | Altuğ Çelikbilek                                | Christopher O'Connell                        | 7-65, 3-1 ab.      |
| 4 juillet  | Porto Open Porto 45 730 € – Dur – Tableaux                                           | Yuki Bhambri Saketh Myneni                      | Nuno Borges Francisco Cabral                 | 6-4, 3-6, [10-6]   |
| 11 juillet | Concord Iasi Open Iași 90 280 € – Terre battue – Tableaux                            | Felipe Meligeni Alves                           | Pablo Andújar                                | 6-3, 4-6, 6-2      |
| 11 juillet | Concord Iasi Open Iași 90 280 € – Terre battue – Tableaux                            | Geoffrey Blancaneaux Renzo Olivo                | Diego Hidalgo Cristian Rodríguez             | 6-4, 2-6, [10-6]   |
| 11 juillet | Georgia's Rome Challenger Rome 53 120 $ – Dur (int.) – Tableaux                      | Wu Yibing                                       | Ben Shelton                                  | 7-5, 6-3           |
| 11 juillet | Georgia's Rome Challenger Rome 53 120 $ – Dur (int.) – Tableaux                      | Enzo Couacaud Andrew Harris                     | Ruben Gonzales Reese Stalder                 | 6-4, 6-2           |
| 11 juillet | Internazionali di Tennis Verona Vérone 45 730 € – Terre battue – Tableaux            | Francesco Maestrelli                            | Pedro Cachín                                 | 3-6, 6-3, 6-0      |
| 11 juillet | Internazionali di Tennis Verona Vérone 45 730 € – Terre battue – Tableaux            | Luis David Martínez Andrea Vavassori            | Juan Ignacio Galarza Tomás Lipovšek Puches   | 7-64, 3-6, [12-10] |
| 11 juillet | Van Mossel KIA Dutch Open Amersfoort 45 730 € – Terre battue – Tableaux              | Tallon Griekspoor                               | Roberto Carballés Baena                      | 6-1, 6-2           |
| 11 juillet | Van Mossel KIA Dutch Open Amersfoort 45 730 € – Terre battue – Tableaux              | Robin Haase Sem Verbeek                         | Nicolás Barrientos Miguel Ángel Reyes-Varela | 6-4, 3-6, [10-7]   |
| 18 juillet | Città di Trieste Challenger Trieste 90 280 € – Terre battue – Tableaux               | Francesco Passaro                               | Zhang Zhizhen                                | 4-6, 6-3, 6-3      |
| 18 juillet | Città di Trieste Challenger Trieste 90 280 € – Terre battue – Tableaux               | Diego Hidalgo Cristian Rodríguez                | Marco Bortolotti Sergio Martos Gornés        | 4-6, 6-3, [10-5]   |
| 18 juillet | President's Cup Nour-Soultan 53 120 $ – Dur – Tableaux                               | Roman Safiullin                                 | Denis Yevseyev                               | 2-6, 6-4, 7-62     |
| 18 juillet | President's Cup Nour-Soultan 53 120 $ – Dur – Tableaux                               | Nam Ji-sung Song Min-kyu                        | Andrew Paulson David Poljak                  | 6-2, 3-6, [10-6]   |
| 18 juillet | Rajeev Ram Foundation Indy Challenger Indianapolis 53 120 $ – Dur (int.) – Tableaux  | Wu Yibing                                       | Aleksandar Kovacevic                         | 610-7, 7-613, 6-3  |
| 18 juillet | Rajeev Ram Foundation Indy Challenger Indianapolis 53 120 $ – Dur (int.) – Tableaux  | Hans Hach Verdugo Hunter Reese                  | Purav Raja Divij Sharan                      | 7-63, 3-6, [10-7]  |
| 18 juillet | Open Tenis Ciudad de Pozoblanco Pozoblanco 45 730 € – Dur – Tableaux                 | Constant Lestienne                              | Grégoire Barrère                             | 6-0, 7-63          |
| 18 juillet | Open Tenis Ciudad de Pozoblanco Pozoblanco 45 730 € – Dur – Tableaux                 | Dan Added Albano Olivetti                       | Victor Vlad Cornea Luis David Martínez       | 3-6, 6-1, [12-10]  |
| 18 juillet | Tampere Open Tampere 45 730 € – Terre battue – Tableaux                              | Zsombor Piros                                   | Harold Mayot                                 | 6-2, 1-6, 6-4      |
| 18 juillet | Tampere Open Tampere 45 730 € – Terre battue – Tableaux                              | Alexander Erler Lucas Miedler                   | Karol Drzewiecki Patrik Niklas-Salminen      | 7-63, 6-1          |
| 25 juillet | Finaport Zug Open Zoug 134 920 € – Terre battue – Tableaux                           | Dominic Stricker                                | Ernests Gulbis                               | 5-7, 6-1, 6-3      |
| 25 juillet | Finaport Zug Open Zoug 134 920 € – Terre battue – Tableaux                           | Zdeněk Kolář Adam Pavlásek                      | Karol Drzewiecki Patrik Niklas-Salminen      | 6-3, 7-5           |
| 25 juillet | Open Castilla y Leon Ségovie 67 960 € – Dur – Tableaux                               | Hugo Grenier                                    | Constant Lestienne                           | 7-5, 6-3           |
| 25 juillet | Open Castilla y Leon Ségovie 67 960 € – Dur – Tableaux                               | Nicolás Álvarez Varona Iñaki Montes de la Torre | Benjamin Lock Courtney John Lock             | 7-63, 6-3          |
| 25 juillet | Winnipeg National Bank Challenger Winnipeg 53 120 $ – Dur – Tableaux                 | Emilio Gómez                                    | Alexis Galarneau                             | 6-3, 7-64          |
| 25 juillet | Winnipeg National Bank Challenger Winnipeg 53 120 $ – Dur – Tableaux                 | Billy Harris Kelsey Stevenson                   | Max Schnur John-Patrick Smith                | 2-6, 7-69, [10-8]  |
| 25 juillet | San Benedetto Tennis Cup San Benedetto del Tronto 45 730 € – Terre battue – Tableaux | Raúl Brancaccio                                 | Andrea Vavassori                             | 6-1, 6-1           |
| 25 juillet | San Benedetto Tennis Cup San Benedetto del Tronto 45 730 € – Terre battue – Tableaux | Vladyslav Manafov Oleg Prihodko                 | Fábián Marozsán Lukáš Rosol                  | 4-6, 6-3, [12-10]  |

### Août
| Date     | Tournoi                                                                                         | Vainqueurs                            | Finalistes                                   | Score              |
| -------- | ----------------------------------------------------------------------------------------------- | ------------------------------------- | -------------------------------------------- | ------------------ |
| 1er août | Lexington Challenger Lexington 53 120 $ – Dur – Tableaux                                        | Shang Juncheng                        | Emilio Gómez                                 | 6-4, 6-4           |
| 1er août | Lexington Challenger Lexington 53 120 $ – Dur – Tableaux                                        | Yuki Bhambri Saketh Myneni            | Gijs Brouwer Aidan McHugh                    | 3-6, 6-4, [10-8]   |
| 1er août | Serena Wines Tennis Cup 1881 Cordenons 45 730 € – Terre battue – Tableaux                       | Zhang Zhizhen                         | Andrea Vavassori                             | 2-6, 7-65, 6-3     |
| 1er août | Serena Wines Tennis Cup 1881 Cordenons 45 730 € – Terre battue – Tableaux                       | Dustin Brown Andrea Vavassori         | Ivan Sabanov Matej Sabanov                   | 6-4, 7-5           |
| 1er août | Svijany Open Liberec 45 730 € – Terre battue – Tableaux                                         | Jiří Lehečka                          | Nicolás Álvarez Varona                       | 6-4, 6-4           |
| 1er août | Svijany Open Liberec 45 730 € – Terre battue – Tableaux                                         | Neil Oberleitner Philipp Oswald       | Roman Jebavý Adam Pavlásek                   | 7-65, 6-2          |
| 8 août   | San Marino Tennis Open Saint-Marin 67 960 € – Terre battue – Tableaux                           | Pavel Kotov                           | Matteo Arnaldi                               | 7-65, 6-4          |
| 8 août   | San Marino Tennis Open Saint-Marin 67 960 € – Terre battue – Tableaux                           | Marco Bortolotti Sergio Martos Gornés | Ivan Sabanov Matej Sabanov                   | 6-4, 6-4           |
| 8 août   | Chicago Men's Challenger Chicago 53 120 $ – Dur – Tableaux                                      | Roman Safiullin                       | Ben Shelton                                  | 6-3, 4-6, 7-5      |
| 8 août   | Chicago Men's Challenger Chicago 53 120 $ – Dur – Tableaux                                      | André Göransson Ben McLachlan         | Evan King Mitchell Krueger                   | 6-4, 63-7, [10-5]  |
| 8 août   | Directv Open Lima Lima 53 120 $ – Terre battue – Tableaux                                       | Camilo Ugo Carabelli                  | Thiago Agustín Tirante                       | 6-2, 7-64          |
| 8 août   | Directv Open Lima Lima 53 120 $ – Terre battue – Tableaux                                       | Ignacio Carou Facundo Mena            | Orlando Luz Camilo Ugo Carabelli             | 6-2, 6-2           |
| 8 août   | Rhein Asset Open Meerbusch 45 730 € – Terre battue – Tableaux                                   | Bernabé Zapata Miralles               | Dennis Novak                                 | 6-1, 6-2           |
| 8 août   | Rhein Asset Open Meerbusch 45 730 € – Terre battue – Tableaux                                   | David Pel Szymon Walków               | Neil Oberleitner Philipp Oswald              | 7-5, 6-1           |
| 15 août  | Odlum Brown VanOpen Vancouver 159 360 $ – Dur – Tableaux                                        | Constant Lestienne                    | Arthur Rinderknech                           | 6-0, 4-6, 6-3      |
| 15 août  | Odlum Brown VanOpen Vancouver 159 360 $ – Dur – Tableaux                                        | André Göransson Ben McLachlan         | Treat Huey John-Patrick Smith                | 64-7, 7-67, [11-9] |
| 15 août  | Republica Dominicana Open presented by Milex Saint-Domingue 159 360 $ – Terre battue – Tableaux | Pedro Cachín                          | Marco Trungelliti                            | 6-4, 2-6, 6-3      |
| 15 août  | Republica Dominicana Open presented by Milex Saint-Domingue 159 360 $ – Terre battue – Tableaux | Ruben Gonzales Reese Stalder          | Nicolás Barrientos Miguel Ángel Reyes-Varela | 7-65, 6-3          |
| 15 août  | Kozerki Open Grodzisk Mazowiecki 67 960 € – Dur – Tableaux                                      | Tomáš Macháč                          | Zhang Zhizhen                                | 1-6, 6-3, 6-2      |
| 15 août  | Kozerki Open Grodzisk Mazowiecki 67 960 € – Dur – Tableaux                                      | Robin Haase Philipp Oswald            | Hugo Nys Fabien Reboul                       | 6-3, 6-4           |
| 22 août  | Les Championnats Banque Nationale de Granby Granby 53 120 $ – Dur – Tableaux                    | Gabriel Diallo                        | Shang Juncheng                               | 7-5, 7-65          |
| 22 août  | Les Championnats Banque Nationale de Granby Granby 53 120 $ – Dur – Tableaux                    | Julian Cash Henry Patten              | Jonathan Eysseric Artem Sitak                | 6-3, 6-2           |
| 22 août  | Srpska Open Banja Luka 45 730 € – Terre battue – Tableaux                                       | Fábián Marozsán                       | Damir Džumhur                                | 6-2, 6-1           |
| 22 août  | Srpska Open Banja Luka 45 730 € – Terre battue – Tableaux                                       | Vladyslav Manafov Oleg Prihodko       | Fabian Fallert Hendrik Jebens                | 6-3, 6-4           |
| 22 août  | Bangkok Open 1 Nonthaburi 37 520 $ – Dur – Tableaux                                             | Valentin Vacherot                     | Lý Hoàng Nam                                 | 6-3, 7-64          |
| 22 août  | Bangkok Open 1 Nonthaburi 37 520 $ – Dur – Tableaux                                             | Evgeny Donskoy Alibek Kachmazov       | Nam Ji-sung Song Min-kyu                     | 6-3, 1-6, [10-7]   |
| 22 août  | IBG Prague Open by Moneta Money Bank Prague 32 160 € – Terre battue – Tableaux                  | Oleksii Krutykh                       | Lucas Gerch                                  | 6-3, 62-7, 6-2     |
| 22 août  | IBG Prague Open by Moneta Money Bank Prague 32 160 € – Terre battue – Tableaux                  | Victor Vlad Cornea Andrew Paulson     | Adrian Andreev Murkel Dellien                | 6-3, 6-1           |
| 29 août  | Challenger Citta' di Como Côme 45 730 € – Terre battue – Tableaux                               | Cedrik-Marcel Stebe                   | Francesco Passaro                            | 7-62, 6-4          |
| 29 août  | Challenger Citta' di Como Côme 45 730 € – Terre battue – Tableaux                               | Alexander Erler Lucas Miedler         | Dustin Brown Julian Lenz                     | 6-1, 7-63          |
| 29 août  | Open de Toulouse Toulouse 45 730 € – Terre battue – Tableaux                                    | Kimmer Coppejans                      | Maxime Janvier                               | 68-7, 6-4, 6-3     |
| 29 août  | Open de Toulouse Toulouse 45 730 € – Terre battue – Tableaux                                    | Maxime Janvier Malek Jaziri           | Théo Arribagé Titouan Droguet                | 6-3, 7-65          |
| 29 août  | Rafa Nadal Open by Sotheby's Manacor 45 730 € – Dur – Tableaux                                  | Luca Nardi                            | Zizou Bergs                                  | 7-62, 3-6, 7-5     |
| 29 août  | Rafa Nadal Open by Sotheby's Manacor 45 730 € – Dur – Tableaux                                  | Yuki Bhambri Saketh Myneni            | Marek Gengel Lukáš Rosol                     | 6-2, 6-2           |
| 29 août  | Bangkok Open 2 Nonthaburi 37 530 $ – Dur – Tableaux                                             | Arthur Cazaux                         | Omar Jasika                                  | 7-66, 6-4          |
| 29 août  | Bangkok Open 2 Nonthaburi 37 530 $ – Dur – Tableaux                                             | Benjamin Lock Yuta Shimizu            | Francis Alcantara Christopher Rungkat        | 6-1, 6-3           |

### Septembre
| Date         | Tournoi                                                                             | Vainqueurs                                  | Finalistes                                    | Score                                       |
| ------------ | ----------------------------------------------------------------------------------- | ------------------------------------------- | --------------------------------------------- | ------------------------------------------- |
| 5 septembre  | NÖ Open powered by EVN Tulln an der Donau 90 280 € – Terre battue – Tableaux        | Jozef Kovalík                               | Jelle Sels                                    | 7-66, 7-63                                  |
| 5 septembre  | NÖ Open powered by EVN Tulln an der Donau 90 280 € – Terre battue – Tableaux        | Alexander Erler Lucas Miedler               | Zdeněk Kolář Denys Molchanov                  | 6-3, 6-4                                    |
| 5 septembre  | LIX Copa Sevilla Séville 67 960 € – Terre battue – Tableaux                         | Roberto Carballés Baena                     | Bernabé Zapata Miralles                       | 6-3, 7-66                                   |
| 5 septembre  | LIX Copa Sevilla Séville 67 960 € – Terre battue – Tableaux                         | Román Andrés Burruchaga Facundo Díaz Acosta | Nicolás Álvarez Varona Alberto Barroso Campos | 7-5, 68-7, [10-7]                           |
| 5 septembre  | Cassis Open Provence by Cabesto Cassis 45 730 € – Dur – Tableaux                    | Hugo Grenier                                | James Duckworth                               | 7-5, 6-4                                    |
| 5 septembre  | Cassis Open Provence by Cabesto Cassis 45 730 € – Dur – Tableaux                    | Michael Geerts Joran Vliegen                | Romain Arneodo Albano Olivetti                | 6-4, 7-66                                   |
| 5 septembre  | Bangkok Open 3 Nonthaburi 37 530 $ – Dur – Tableaux                                 | Stuart Parker                               | Arthur Cazaux                                 | 6-4, 4-1 ab.                                |
| 5 septembre  | Bangkok Open 3 Nonthaburi 37 530 $ – Dur – Tableaux                                 | Chung Yun-seong Ajeet Rai                   | Francis Alcantara Christopher Rungkat         | 6-1, 7-66                                   |
| 12 septembre | Pekao Szczecin Open Szczecin 134 920 € – Terre battue – Tableaux                    | Corentin Moutet                             | Dennis Novak                                  | 6-2, 65-7, 6-4                              |
| 12 septembre | Pekao Szczecin Open Szczecin 134 920 € – Terre battue – Tableaux                    | Dustin Brown Andrea Vavassori               | Roman Jebavý Adam Pavlásek                    | 6-4, 5-7, [10-8]                            |
| 12 septembre | Open Blot Rennes Rennes 67 960 € – Dur (int.) – Tableaux                            | Ugo Humbert                                 | Dominic Thiem                                 | 6-3, 6-0                                    |
| 12 septembre | Open Blot Rennes Rennes 67 960 € – Dur (int.) – Tableaux                            | Jonathan Eysseric David Pel                 | Dan Added Albano Olivetti                     | 6-4, 6-4                                    |
| 12 septembre | Atlantic Tire Championships Cary 53 120 $ – Dur – Tableaux                          | Michael Mmoh                                | Dominik Köpfer                                | 7-5, 6-3                                    |
| 12 septembre | Atlantic Tire Championships Cary 53 120 $ – Dur – Tableaux                          | Nathaniel Lammons Jackson Withrow           | Treat Huey John-Patrick Smith                 | 7-5, 2-6, [10-5]                            |
| 12 septembre | Istanbul Challenger TED Open Istanbul 53 120 $ – Dur – Tableaux                     | Radu Albot                                  | Lukáš Rosol                                   | 6-2, 6-0                                    |
| 12 septembre | Istanbul Challenger TED Open Istanbul 53 120 $ – Dur – Tableaux                     | Purav Raja Divij Sharan                     | Arjun Kadhe Fernando Romboli                  | 6-4, 3-6, [10-8]                            |
| 19 septembre | AON Open Challenger Gênes 134 920 € – Terre battue – Tableaux                       | Thiago Monteiro                             | Andrea Pellegrino                             | 6-1, 7-62                                   |
| 19 septembre | AON Open Challenger Gênes 134 920 € – Terre battue – Tableaux                       | Dustin Brown Andrea Vavassori               | Roman Jebavý Adam Pavlásek                    | 6-2, 6-2                                    |
| 19 septembre | Braga Open Braga 45 730 € – Terre battue – Tableaux                                 | Nicolas Moreno de Alboran                   | Matheus Pucinelli de Almeida                  | 6-2, 6-4                                    |
| 19 septembre | Braga Open Braga 45 730 € – Terre battue – Tableaux                                 | Vít Kopřiva Jaroslav Pospíšil               | Jeevan Nedunchezhiyan Christopher Rungkat     | 3-6, 6-3, [10-4]                            |
| 19 septembre | Challenger Dove Men+Care Villa Maria Villa María 53 120 $ – Terre battue – Tableaux | Nicolás Kicker                              | Mariano Navone                                | 7-5, 6-3                                    |
| 19 septembre | Challenger Dove Men+Care Villa Maria Villa María 53 120 $ – Terre battue – Tableaux | Hernán Casanova Santiago Rodríguez Taverna  | Facundo Juárez Ignacio Monzón                 | 6-4, 6-3                                    |
| 19 septembre | Sibiu Open Sibiu 45 730 € – Terre battue – Tableaux                                 | Nerman Fatić                                | Damir Džumhur                                 | 6-3, 6-4                                    |
| 19 septembre | Sibiu Open Sibiu 45 730 € – Terre battue – Tableaux                                 | Ivan Sabanov Matej Sabanov                  | Alexander Erler Lucas Miedler                 | 3-6, 7-5, [10-4]                            |
| 19 septembre | Tennis Ohio Championships 2 Columbus 53 120 $ – Dur (int.) – Tableaux               | Jordan Thompson                             | Emilio Gómez                                  | 7-66, 6-2                                   |
| 19 septembre | Tennis Ohio Championships 2 Columbus 53 120 $ – Dur (int.) – Tableaux               | Julian Cash Henry Patten                    | Charles Broom Constantin Frantzen             | 6-2, 7-5                                    |
| 26 septembre | Open d'Orléans Orléans 134 920 € – Dur (int.) – Tableaux                            | Grégoire Barrère                            | Quentin Halys                                 | 4-6, 6-3, 6-4                               |
| 26 septembre | Open d'Orléans Orléans 134 920 € – Dur (int.) – Tableaux                            | Nicolas Mahut Édouard Roger-Vasselin        | Michael Geerts Skander Mansouri               | 6-2, 6-4                                    |
| 26 septembre | Lisboa Belém Open Lisbonne 45 730 € – Terre battue – Tableaux                       | Marco Cecchinato                            | Luca Van Assche                               | 6-3, 6-3                                    |
| 26 septembre | Lisboa Belém Open Lisbonne 45 730 € – Terre battue – Tableaux                       | Zdeněk Kolář Gonçalo Oliveira               | Vladyslav Manafov Oleg Prihodko               | 6-1, 7-64                                   |
| 26 septembre | Challenger de Buenos Aires Buenos Aires 53 120 $ – Terre battue – Tableaux          | Juan Manuel Cerúndolo                       | Camilo Ugo Carabelli                          | 6-4, 2-6, 7-5                               |
| 26 septembre | Challenger de Buenos Aires Buenos Aires 53 120 $ – Terre battue – Tableaux          | Guido Andreozzi Guillermo Durán             | Román Andrés Burruchaga Facundo Díaz Acosta   | 6-0, 7-5                                    |
| 26 septembre | LTP Men's Open Charleston 53 120 $ – Dur – Tableaux                                 | Tournoi interrompu à cause de l'ouragan Ian | Tournoi interrompu à cause de l'ouragan Ian   | Tournoi interrompu à cause de l'ouragan Ian |

### Octobre
| Date       | Tournoi                                                                                   | Vainqueurs                                        | Finalistes                                  | Score              |
| ---------- | ----------------------------------------------------------------------------------------- | ------------------------------------------------- | ------------------------------------------- | ------------------ |
| 3 octobre  | Parma Challenger by Iren Parme 134 920 € – Terre battue – Tableaux                        | Timofey Skatov                                    | Jozef Kovalík                               | 7-5, 62-7, 6-4     |
| 3 octobre  | Parma Challenger by Iren Parme 134 920 € – Terre battue – Tableaux                        | Tomislav Brkić Nikola Čačić                       | Luis David Martínez Igor Zelenay            | 6-2, 6-2           |
| 3 octobre  | Open de Vendée Mouilleron-le-Captif 67 960 € – Dur (int.) – Tableaux                      | Jelle Sels                                        | Vasek Pospisil                              | 6-4, 6-3           |
| 3 octobre  | Open de Vendée Mouilleron-le-Captif 67 960 € – Dur (int.) – Tableaux                      | Sander Arends David Pel                           | Purav Raja Divij Sharan                     | 61-7, 7-66, [10-6] |
| 3 octobre  | Alicante Ferrero Challenger Alicante 45 730 € – Dur – Tableaux                            | Lukáš Klein                                       | Nick Hardt                                  | 6-3, 6-4           |
| 3 octobre  | Alicante Ferrero Challenger Alicante 45 730 € – Dur – Tableaux                            | Robin Haase Albano Olivetti                       | Sanjar Fayziev Sergey Fomin                 | 7-65, 7-5          |
| 3 octobre  | Campeonato Internacional de Tênis de Campinas Campinas 53 120 $ – Terre battue – Tableaux | Jan Choinski                                      | Juan Pablo Varillas                         | 6-4, 6-4           |
| 3 octobre  | Campeonato Internacional de Tênis de Campinas Campinas 53 120 $ – Terre battue – Tableaux | Boris Arias Federico Zeballos                     | Guido Andreozzi Guillermo Durán             | 7-5, 6-2           |
| 3 octobre  | Gwangju Open Challenger Gwangju 53 120 $ – Dur – Tableaux                                 | Zsombor Piros                                     | Emilio Gómez                                | 6-2, 6-4           |
| 3 octobre  | Gwangju Open Challenger Gwangju 53 120 $ – Dur – Tableaux                                 | Nicolás Barrientos Miguel Ángel Reyes-Varela      | Yuki Bhambri Saketh Myneni                  | 2-6, 6-3, [10-6]   |
| 3 octobre  | Tiburon Challenger by First Republic Bank Tiburon 53 120 $ – Dur – Tableaux               | Zachary Svajda                                    | Ben Shelton                                 | 2-6, 6-2, 6-4      |
| 3 octobre  | Tiburon Challenger by First Republic Bank Tiburon 53 120 $ – Dur – Tableaux               | Leandro Riedi Valentin Vacherot                   | Ezekiel Clark Alfredo Perez                 | 62-7, 6-3, [10-2]  |
| 10 octobre | FILA Seoul Open Challenger Séoul 132 800 $ – Dur – Tableaux                               | Li Tu                                             | Wu Yibing                                   | 7-65, 6-4          |
| 10 octobre | FILA Seoul Open Challenger Séoul 132 800 $ – Dur – Tableaux                               | Kaichi Uchida Wu Tung-lin                         | Chung Yun-seong Aleksandar Kovacevic        | 62-7, 7-5, [11-9]  |
| 10 octobre | Saint-Tropez Open Saint-Tropez 90 280 € – Dur – Tableaux                                  | Mattia Bellucci                                   | Matteo Arnaldi                              | 6-3, 6-3           |
| 10 octobre | Saint-Tropez Open Saint-Tropez 90 280 € – Dur – Tableaux                                  | Dan Added Albano Olivetti                         | Romain Arneodo Tristan-Samuel Weissborn     | 6-3, 3-6, [12-10]  |
| 10 octobre | Challenger Dove Men+Care Rio de Janeiro Rio de Janeiro 53 120 $ – Terre battue – Tableaux | Marco Cecchinato                                  | Yannick Hanfmann                            | 4-6, 6-4, 6-3      |
| 10 octobre | Challenger Dove Men+Care Rio de Janeiro Rio de Janeiro 53 120 $ – Terre battue – Tableaux | Guido Andreozzi Guillermo Durán                   | Karol Drzewiecki Jakub Paul                 | 6-3, 6-2           |
| 10 octobre | Taube-Haase Pro Tennis Championship Fairfield 53 120 $ – Dur – Tableaux                   | Michael Mmoh                                      | Gabriel Diallo                              | 6-3, 6-2           |
| 10 octobre | Taube-Haase Pro Tennis Championship Fairfield 53 120 $ – Dur – Tableaux                   | Julian Cash Henry Patten                          | Anirudh Chandrasekar Vijay Sundar Prashanth | 6-3, 6-1           |
| 10 octobre | Wolffkran Open by Tannenhof Ismaning 45 730 € – Moquette (int.) – Tableaux                | Quentin Halys                                     | Max Hans Rehberg                            | 7-66, 6-3          |
| 10 octobre | Wolffkran Open by Tannenhof Ismaning 45 730 € – Moquette (int.) – Tableaux                | Michael Geerts Patrik Niklas-Salminen             | Fabian Fallert Hendrik Jebens               | 7-65, 7-68         |
| 17 octobre | Granology Busan Open Busan 159 360 $ – Dur – Tableaux                                     | Kamil Majchrzak                                   | Radu Albot                                  | 6-4, 3-6, 6-2      |
| 17 octobre | Granology Busan Open Busan 159 360 $ – Dur – Tableaux                                     | Marc Polmans Max Purcell                          | Nam Ji-sung Song Min-kyu                    | 65-7, 6-2, [12-10] |
| 17 octobre | Ambato La Gran Ciudad Ambato 53 120 $ – Terre battue – Tableaux                           | Facundo Bagnis                                    | João Lucas Reis da Silva                    | 7-67, 6-4          |
| 17 octobre | Ambato La Gran Ciudad Ambato 53 120 $ – Terre battue – Tableaux                           | Santiago Rodríguez Taverna Thiago Agustín Tirante | Benjamin Lock Courtney John Lock            | 7-611, 6-3         |
| 17 octobre | Challenger Dove Men+Care Coquimbo 2 Coquimbo 53 120 $ – Terre battue – Tableaux           | Juan Manuel Cerúndolo                             | Facundo Díaz Acosta                         | 6-3, 3-6, 6-4      |
| 17 octobre | Challenger Dove Men+Care Coquimbo 2 Coquimbo 53 120 $ – Terre battue – Tableaux           | Franco Agamenone Hernán Casanova                  | Karol Drzewiecki Jakub Paul                 | 6-3, 6-4           |
| 17 octobre | Hamburg Ladies & Gents Cup Hambourg 45 730 € – Dur (int.) – Tableaux                      | Alexander Ritschard                               | Henri Laaksonen                             | 7-5, 6-5 ab.       |
| 17 octobre | Hamburg Ladies & Gents Cup Hambourg 45 730 € – Dur (int.) – Tableaux                      | Treat Huey Max Schnur                             | Dustin Brown Julian Lenz                    | 7-66, 6-4          |
| 17 octobre | Vilnius Open by kevin. Vilnius 45 730 € – Dur (int.) – Tableaux                           | Mattia Bellucci                                   | Cem İlkel                                   | 1-6, 6-3, 7-5      |
| 17 octobre | Vilnius Open by kevin. Vilnius 45 730 € – Dur (int.) – Tableaux                           | Romain Arneodo Tristan-Samuel Weissborn           | Dan Added Théo Arribagé                     | 6-4, 5-7, [10-5]   |
| 24 octobre | Open Brest Crédit Agricole Brest 67 960 € – Dur (int.) – Tableaux                         | Grégoire Barrère                                  | Luca Van Assche                             | 6-3, 6-3           |
| 24 octobre | Open Brest Crédit Agricole Brest 67 960 € – Dur (int.) – Tableaux                         | Viktor Durasovic Otto Virtanen                    | Filip Bergevi Petros Tsitsipas              | 6-4, 6-4           |
| 24 octobre | City of Playford International Playford 53 120 € – Dur – Tableaux                         | Rinky Hijikata                                    | Rio Noguchi                                 | 6-1, 6-1           |
| 24 octobre | City of Playford International Playford 53 120 € – Dur – Tableaux                         | Jeremy Beale Calum Puttergill                     | Rio Noguchi Yusuke Takahashi                | 7-62, 6-4          |
| 24 octobre | Las Vegas Tennis Open Las Vegas 53 120 $ – Dur – Tableaux                                 | Tennys Sandgren                                   | Stefan Kozlov                               | 7-5, 6-3           |
| 24 octobre | Las Vegas Tennis Open Las Vegas 53 120 $ – Dur – Tableaux                                 | Julian Cash Henry Patten                          | Constantin Frantzen Reese Stalder           | 6-4, 7-61          |
| 24 octobre | Lima Challenger 2 Lima 53 120 $ – Terre battue – Tableaux                                 | Daniel Altmaier                                   | Tomás Martín Etcheverry                     | 6-1, 64-7, 6-4     |
| 24 octobre | Lima Challenger 2 Lima 53 120 $ – Terre battue – Tableaux                                 | Jesper de Jong Max Houkes                         | Guido Andreozzi Guillermo Durán             | 7-66, 3-6, [12-10] |
| 24 octobre | Sparkasse Challenger Val Gardena/Südtirol Ortisei 45 730 € – Dur (int.) – Tableaux        | Borna Gojo                                        | Lukáš Klein                                 | 7-64, 6-3          |
| 24 octobre | Sparkasse Challenger Val Gardena/Südtirol Ortisei 45 730 € – Dur (int.) – Tableaux        | Denis Istomin Evgeny Karlovskiy                   | Marco Bortolotti Sergio Martos Gornés       | 6-3, 7-5           |
| 31 octobre | Challenger Ciudad de Guayaquil Guayaquil 53 120 $ – Terre battue – Tableaux               | Daniel Altmaier                                   | Federico Coria                              | 6-2, 6-4           |
| 31 octobre | Challenger Ciudad de Guayaquil Guayaquil 53 120 $ – Terre battue – Tableaux               | Guido Andreozzi Guillermo Durán                   | Facundo Díaz Acosta Luis David Martínez     | 6-0, 6-4           |
| 31 octobre | Jonathan Fried Pro Challenger Charlottesville 53 120 $ – Dur (int.) – Tableaux            | Ben Shelton                                       | Christopher Eubanks                         | 7-64, 7-5          |
| 31 octobre | Jonathan Fried Pro Challenger Charlottesville 53 120 $ – Dur (int.) – Tableaux            | Julian Cash Henry Patten                          | Alex Lawson Artem Sitak                     | 6-2, 6-4           |
| 31 octobre | Trofeo FAIP-Perrel Bergame 45 730 € – Dur (int.) – Tableaux                               | Otto Virtanen                                     | Jan-Lennard Struff                          | 6-2, 7-5           |
| 31 octobre | Trofeo FAIP-Perrel Bergame 45 730 € – Dur (int.) – Tableaux                               | Henri Squire Jan-Lennard Struff                   | Jonathan Eysseric Albano Olivetti           | 6-4, 65-7, [10-7]  |
| 31 octobre | NSW Open Sydney 53 120 $ – Dur – Tableaux                                                 | Hsu Yu-hsiou                                      | Marc Polmans                                | 6-4, 7-65          |
| 31 octobre | NSW Open Sydney 53 120 $ – Dur – Tableaux                                                 | Blake Ellis Tristan Schoolkate                    | Ajeet Rai Yuta Shimizu                      | 4-6, 7-5, [11-9]   |
| 31 octobre | Yokohama Keio Challenger Yokohama 53 120 $ – Dur – Tableaux                               | Christopher O'Connell                             | Yosuke Watanuki                             | 6-1, 65-7, 6-3     |
| 31 octobre | Yokohama Keio Challenger Yokohama 53 120 $ – Dur – Tableaux                               | Victor Vlad Cornea Ruben Gonzales                 | Tomoya Fujiwara Masamichi Imamura           | 7-5, 6-3           |

### Novembre
| Date        | Tournoi                                                                                     | Vainqueurs                                | Finalistes                                     | Score              |
| ----------- | ------------------------------------------------------------------------------------------- | ----------------------------------------- | ---------------------------------------------- | ------------------ |
| 7 novembre  | Open de Roanne Auvergne-Rhône-Alpes Roanne 90 280 € – Dur (int.) – Tableaux                 | Hugo Gaston                               | Henri Laaksonen                                | 6-7, 7-5, 6-1      |
| 7 novembre  | Open de Roanne Auvergne-Rhône-Alpes Roanne 90 280 € – Dur (int.) – Tableaux                 | Sadio Doumbia Fabien Reboul               | Dustin Brown Szymon Walków                     | 7-65, 6-4          |
| 7 novembre  | Peugeot Slovak Open Bratislava 67 960 € – Dur (int.) – Tableaux                             | Márton Fucsovics                          | Fábián Marozsán                                | 6-2, 6-4           |
| 7 novembre  | Peugeot Slovak Open Bratislava 67 960 € – Dur (int.) – Tableaux                             | Denys Molchanov Aleksandr Nedovyesov      | Petr Nouza Andrew Paulson                      | 4-6, 6-4, [10-6]   |
| 7 novembre  | Calgary National Bank Challenger Calgary 53 120 $ – Dur (int.) – Tableaux                   | Dominik Köpfer                            | Aleksandar Vukic                               | 6-2, 6-4           |
| 7 novembre  | Calgary National Bank Challenger Calgary 53 120 $ – Dur (int.) – Tableaux                   | Maximilian Neuchrist Michail Pervolarakis | Julian Ocleppo Kai Wehnelt                     | 6-4, 6-4           |
| 7 novembre  | Knoxville Challenger Knoxville 53 120 $ – Dur (int.) – Tableaux                             | Ben Shelton                               | Christopher Eubanks                            | 6-3, 1-6, 7-64     |
| 7 novembre  | Knoxville Challenger Knoxville 53 120 $ – Dur (int.) – Tableaux                             | Hunter Reese Tennys Sandgren              | Martin Damm Jr. Mitchell Krueger               | 64-7, 7-63, [10-5] |
| 7 novembre  | Unicharm Trophy Ehime Matsuyama 53 120 $ – Dur – Tableaux                                   | Hong Seong-chan                           | Wu Tung-lin                                    | 6-3, 6-2           |
| 7 novembre  | Unicharm Trophy Ehime Matsuyama 53 120 $ – Dur – Tableaux                                   | Andrew Harris John-Patrick Smith          | Toshihide Matsui Kaito Uesugi                  | 6-3, 4-6, [10-8]   |
| 7 novembre  | Uruguay Open Montevideo 53 120 $ – Terre battue – Tableaux                                  | Genaro Alberto Olivieri                   | Tomás Martín Etcheverry                        | 63-7, 7-65, 6-3    |
| 7 novembre  | Uruguay Open Montevideo 53 120 $ – Terre battue – Tableaux                                  | Karol Drzewiecki Piotr Matuszewski        | Facundo Díaz Acosta Luis David Martínez        | 6-4, 6-4           |
| 14 novembre | HPP Open Helsinki 67 960 € – Dur (int.) – Tableaux                                          | Leandro Riedi                             | Tomáš Macháč                                   | 6-3, 6-1           |
| 14 novembre | HPP Open Helsinki 67 960 € – Dur (int.) – Tableaux                                          | Purav Raja Divij Sharan                   | Reese Stalder Petros Tsitsipás                 | 65-7, 6-3, [10-8]  |
| 14 novembre | Challenger Banque Nationale de Drummondville Drummondville 53 120 $ – Dur (int.) – Tableaux | Vasek Pospisil                            | Michael Mmoh                                   | 7-65, 4-6, 6-4     |
| 14 novembre | Challenger Banque Nationale de Drummondville Drummondville 53 120 $ – Dur (int.) – Tableaux | Julian Cash Henry Patten                  | Arthur Fery Giles Hussey                       | 6-3, 6-3           |
| 14 novembre | Challenger Dove Men+Care São Léo Open São Leopoldo 53 120 $ – Terre battue – Tableaux       | Juan Pablo Varillas                       | Facundo Bagnis                                 | 7-65, 4-6, 6-4     |
| 14 novembre | Challenger Dove Men+Care São Léo Open São Leopoldo 53 120 $ – Terre battue – Tableaux       | Guido Andreozzi Guillermo Durán           | Felipe Meligeni Alves João Lucas Reis da Silva | 5-1, ab.           |
| 14 novembre | Hyogo Noah Challenger Kobe 53 120 $ – Dur (int.) – Tableaux                                 | Yosuke Watanuki                           | Frederico Ferreira Silva                       | 63-7, 7-5, 6-4     |
| 14 novembre | Hyogo Noah Challenger Kobe 53 120 $ – Dur (int.) – Tableaux                                 | Shinji Hazawa Yuta Shimizu                | Andrew Harris John-Patrick Smith               | 6-4, 6-4           |
| 14 novembre | Paine Schwartz Partners Challenger Champaign 53 120 $ – Dur (int.) – Tableaux               | Ben Shelton                               | Aleksandar Vukic                               | 0-6, 6-3, 6-2      |
| 14 novembre | Paine Schwartz Partners Challenger Champaign 53 120 $ – Dur (int.) – Tableaux               | Robert Galloway Hans Hach Verdugo         | Ezekiel Clark Alfredo Perez                    | 3-6, 6-3, [10-5]   |
| 21 novembre | Challenger Dove Men+Care Temuco Temuco 106 240 $ – Dur – Tableaux                           | Guido Andreozzi                           | Nicolás Kicker                                 | 4-6, 6-4, 6-2      |
| 21 novembre | Challenger Dove Men+Care Temuco Temuco 106 240 $ – Dur – Tableaux                           | Guido Andreozzi Guillermo Durán           | Luis David Martínez Jeevan Nedunchezhiyan      | 6-4, 6-2           |
| 21 novembre | Copa Faulcombridge Valence 67 960 € – Terre battue – Tableaux                               | Oleksii Krutykh                           | Luca Van Assche                                | 6-2, 6-0           |
| 21 novembre | Copa Faulcombridge Valence 67 960 € – Terre battue – Tableaux                               | Oleksii Krutykh Oriol Roca Batalla        | Ivan Sabanov Matej Sabanov                     | 6-3, 7-63          |
| 21 novembre | Castel del Monte Open Andria 45 730 € – Dur (int.) – Tableaux                               | Leandro Riedi                             | Mikhail Kukushkin                              | 7-64, 6-3          |
| 21 novembre | Castel del Monte Open Andria 45 730 € – Dur (int.) – Tableaux                               | Julian Cash Henry Patten                  | Francesco Forti Marcello Serafini              | 63-7, 6-4, [10-4]  |
| 21 novembre | Yokkaichi Challenger Yokkaichi 53 120 $ – Dur – Tableaux                                    | Yosuke Watanuki                           | Frederico Ferreira Silva                       | 6-2, 6-2           |
| 21 novembre | Yokkaichi Challenger Yokkaichi 53 120 $ – Dur – Tableaux                                    | Hsu Yu-hsiou Yuta Shimizu                 | Masamichi Imamura Rio Noguchi                  | 7-62, 6-4          |
| 28 novembre | eó Hotels Maspalomas Challenger Maspalomas 45 730 € – Terre battue – Tableaux               | Dušan Lajović                             | Steven Diez                                    | 6-1, 6-4           |
| 28 novembre | eó Hotels Maspalomas Challenger Maspalomas 45 730 € – Terre battue – Tableaux               | Evan King Reese Stalder                   | Marco Bortolotti Sergio Martos Gornés          | 6-3, 5-7, [11-9]   |
| 28 novembre | Maia Open Maia 45 730 € – Terre battue (int.) – Tableaux                                    | Luca Van Assche                           | Maximilian Neuchrist                           | 3-6, 6-4, 6-0      |
| 28 novembre | Maia Open Maia 45 730 € – Terre battue (int.) – Tableaux                                    | Julian Cash Henry Patten                  | Nuno Borges Francisco Cabral                   | 6-3, 3-6, [10-8]   |